# Tau neutrino
Tau neutrino (ντ) je jedan od tri vrste neutrina. Smatra se elementarnom česticom u skupini fermiona. Zajedno s tauonom (tau lepton, tau čestica) čini drugu generaciju leptona po kojem je i dobio pridjev "tau". Teoretiziran je sredinom 70.-ih godina 20. stoljeća, a otkriven je 2000. godine. Među zadnjima je otkrivena čestica standardnog modela. Antičestica tau neutrinu je tau antineutrino (ντ).